# دكام (حبيش)

تعديل مصدري - تعديل

دكام محلة تابعة لقرية المملحة، التابعة لعزلة جبل خضراء بمديرية حبيش إحدى مديريات محافظة إب في الجمهورية اليمنية، بلغ تعداد سكانها 78 حسب تعداد اليمن لعام 2004.